# Osmia ornatula
Osmia ornatula är en biart som beskrevs av Cockerell 1932. Osmia ornatula ingår i släktet murarbin, och familjen buksamlarbin. Inga underarter finns listade i Catalogue of Life.